# Juan José Haedo
Juan José Haedo (Chascomús, Buenos Aires, 26 de enero de 1981) es un exciclista profesional argentino. Es hijo del exciclista Juan Carlos Haedo y hermano mayor de Sebastián Haedo, también ciclista profesional, con quién compartió equipo cuando ambos coincidieron en el equipo  ProTour Saxo Bank. En 2010 obtuvo el Premio Konex - Diploma al Mérito como uno de los 5 mejores ciclistas de la década en la Argentina.

## Trayectoria
Realizó sus primeros pasos en el ciclismo de pista, pasando por el Equipo AMARU dirigido por Ramón Sánchez, para luego debutar como profesional en el año 2003 en la especialidad de ruta con el equipo Colavita-Bolla Wines. Luego de competir una temporada en el equipo americano Toyota-United prosiguió su carrera profesional en el equipo danés CSC en donde obtuvo destacadas victorias, compitiendo con los principales sprinters a nivel mundial.

### Temporada 2011
Luego de obtener un importante triunfo de etapa en la Tirreno-Adriático sufrió un grave accidente en A través de Flandes donde colisionó contra un árbol cuando descendía a más de 70 km/h.
En el mes de agosto fue confirmada su tercera participación en la Vuelta a España donde obtuvo su primera victoria al imponerse en la 16º etapa. De esta manera se convirtió en el primer argentino en obtener un triunfo en una de las grandes vueltas, Juan Antonio Flecha se adjudicó una etapa del Tour de Francia 2003, pero compite con licencia española.
La Vuelta a España sirvió también como preparación para disputar el Mundial de Ciclismo en Copenhague, Dinamarca. No pudo obtener una buena ubicación final ni contar con el apoyo de su lanzador y hermano, Sebastián, quien sufrió una caída que le impidió finalizar la competencia.

### Temporada 2012
Bjarne Riis, director del equipo Saxo Bank Sungard, anunció la extensión del vínculo contractual entre el equipo y los hermanos Haedo para la temporada 2012. Juan José es seleccionado esa temporada por su equipo para correr el Tour de Francia, siendo el primer ciclista argentino de la historia que participa en la prestigiosa carrera.

## Palmarés
| 2005 - 2 etapas de la Redlands Bicycle Classic 2006 - 2 etapas del Tour de California - 1 etapa del Tour de Georgia 2007 - 2 etapas del Tour de California - Vuelta a Colonia - 1 etapa del Tour de Georgia - Colliers Classic - Commerce Bank International Championship 2008 - 2 etapas del Tour de San Luis - 1 etapa del Tour de California - Clásica de Almería - 1 etapa de la Vuelta a Murcia - 1 etapa del Tour de Georgia - 1 etapa del Tour de Luxemburgo - 1 etapa de la Vuelta a Dinamarca | 2009 - 1 etapa del Tour de San Luis - G. P. Cholet-Pays de Loire - 1 etapa del Tour de Valonia - 1 etapa del Tour de Missouri - 1 etapa del Circuito Franco-Belga 2010 - Mumbai Cyclothon - 1 etapa de la Volta a Cataluña - Vuelta a Colonia - 1 etapa del Critérium du Dauphiné 2011 - 1 etapa de la Tirreno-Adriático - 1 etapa del ZLM Toer - 1 etapa de la Vuelta a España 2012 - Gran Premio de Denain 2014 - 1 etapa del Grand Prix Cycliste de Saguenay |

## Resultados en Grandes Vueltas y Campeonatos del Mundo
| Carrera         | Carrera         | 2003 | 2004 | 2005 | 2006 | 2007 | 2008 | 2009  | 2010  | 2011  | 2012  | 2013 | 2014 |
| --------------- | --------------- | ---- | ---- | ---- | ---- | ---- | ---- | ----- | ----- | ----- | ----- | ---- | ---- |
|                 | Giro de Italia  | —    | —    | —    | —    | Ab.  | —    | 148.º | —     | —     | Ab.   | —    | —    |
|                 | Tour de Francia | —    | —    | —    | —    | —    | —    | —     | —     | —     | 140.º | —    | —    |
|                 | Vuelta a España | —    | —    | —    | —    | —    | Ab.  | —     | 151.º | 157.º | —     | —    | —    |
| Mundial en Ruta | Mundial en Ruta | —    | —    | —    | —    | Ab.  | —    | —     | 35.º  | 49.º  | —     | —    | —    |

—: no participa
Ab.: abandono

## Equipos
- Colavita (2003-2005)
  - Colavita-Bolla Wines Professional Cycling Team (2003)
  - Colativa Olive Oil Pro Team presented by Bolla (2004)
  -  Colavita Olive Oil-Sutter Pro Cycling Team (2005)
- Toyota-United Pro Cycling Team (2006)
- Team CSC/Saxo Bank (2007-2012)
  - Team CSC (2007-2008) (hasta junio)
  - Team CSC-Saxo Bank (2008)
  - Team Saxo Bank (2009-2010)
  - Saxo Bank Sungard (2011)
  - Saxo Bank-Tinkoff Bank (2012)
- Jamis-Hagens Berman (2013-2014)